# Ліндсі Белісл
Ліндсі Белісл (англ. Lyndsay Belisle; нар. 1 жовтня 1977, Газелтон, Британська Колумбія) — канадська борчиня вільного стилю, срібна призерка чемпіонату світу, дворазова чемпіонка та срібна призерка Панамериканських чемпіонатів, срібна призерка Панамериканських ігор, володарка Кубку світу, учасниця Олімпійських ігор.

## Життєпис
Боротьбою почала займатися з 1994 року. У 2002 році стала бронзовою призеркою чемпіонату світу серед студентів. У 2005 році на цьому ж турнірі завоювала срібну медаль.
Виступала за борцівський клуб «Burnaby Mountain», Бернабі, Британська Колумбія. Тренери — Майк Джонс, Дейв Маккой.

## Спортивні результати на міжнародних змаганнях

### Виступи на Олімпіадах
| Змагання                    | Збірна | Вагова категорія          | Місце |
| --------------------------- | ------ | ------------------------- | ----- |
| Літні Олімпійські ігри 2004 | Канада | жіноча боротьба, до 48 кг | 11    |

### Виступи на Чемпіонатах світу
| Змагання                        | Збірна | Вагова категорія          | Місце  |
| ------------------------------- | ------ | ------------------------- | ------ |
| Чемпіонат світу з боротьби 1999 | Канада | жіноча боротьба, до 46 кг | 11     |
| Чемпіонат світу з боротьби 2000 | Канада | жіноча боротьба, до 51 кг | 11     |
| Чемпіонат світу з боротьби 2001 | Канада | жіноча боротьба, до 51 кг | 4      |
| Чемпіонат світу з боротьби 2002 | Канада | жіноча боротьба, до 51 кг | 4      |
| Чемпіонат світу з боротьби 2003 | Канада | жіноча боротьба, до 48 кг | 12     |
| Чемпіонат світу з боротьби 2006 | Канада | жіноча боротьба, до 51 кг | Срібло |

### Виступи на Панамериканських чемпіонатах
| Змагання                                   | Збірна | Вагова категорія          | Місце  |
| ------------------------------------------ | ------ | ------------------------- | ------ |
| Панамериканський чемпіонат з боротьби 1998 | Канада | жіноча боротьба, до 46 кг | Золото |
| Панамериканський чемпіонат з боротьби 2003 | Канада | жіноча боротьба, до 48 кг | Срібло |
| Панамериканський чемпіонат з боротьби 2006 | Канада | жіноча боротьба, до 51 кг | Золото |

### Виступи на Панамериканських іграх
| Змагання                  | Збірна | Вагова категорія          | Місце  |
| ------------------------- | ------ | ------------------------- | ------ |
| Панамериканські ігри 2003 | Канада | жіноча боротьба, до 48 кг | Срібло |

### Виступи на Кубках світу
| Змагання                    | Збірна | Вагова категорія          | Місце  |
| --------------------------- | ------ | ------------------------- | ------ |
| Кубок світу з боротьби 2003 | Канада | жіноча боротьба, до 51 кг | Золото |

### Виступи на інших змаганнях
| Змагання                                                     | Збірна | Вагова категорія          | Місце  |
| ------------------------------------------------------------ | ------ | ------------------------- | ------ |
| Manitoba Open 2002                                           | Канада | жіноча боротьба, до 51 кг | Золото |
| Чемпіонат світу з боротьби серед студентів 2002              | Канада | жіноча боротьба, до 51 кг | Бронза |
| Manitoba Open 2003                                           | Канада | жіноча боротьба, до 48 кг | Золото |
| Міжнародний меморіал Дейва Шульца 2003                       | Канада | жіноча боротьба, до 48 кг | Бронза |
| Гран-прі Німеччини з боротьби 2003                           | Канада | жіноча боротьба, до 48 кг | Срібло |
| Austrian Ladies Open 2003                                    | Канада | жіноча боротьба, до 48 кг | Золото |
| Тестовий турнір FILA 2004                                    | Канада | жіноча боротьба, до 48 кг | Бронза |
| Міжнародний меморіал Дейва Шульца 2004                       | Канада | жіноча боротьба, до 48 кг | Бронза |
| Олімпійський кваліфікаційний турнір з боротьби 2004 (Мадрид) | Канада | жіноча боротьба, до 48 кг | Золото |
| Austrian Ladies Open 2004                                    | Канада | жіноча боротьба, до 48 кг | Срібло |
| Міжнародний меморіал Дейва Шульца 2005                       | Канада | жіноча боротьба, до 51 кг | Золото |
| Чемпіонат світу з боротьби серед студентів 2005              | Канада | жіноча боротьба, до 51 кг | Срібло |